# Zavel (Brussel)
De Zavel (Frans: Sablon, Brussels: Zoûvel) is een wijk in de Belgische hoofdstad Brussel. De wijk ligt in het historisch centrum van de stad, rond de Onze-Lieve-Vrouw-ter-Zavelkerk op een hellend terrein met twee centrale pleinen: beneden de kerk de Grote Zavel en boven de kerk de Kleine Zavel.

## De geschiedenis
Zavel was ooit een grote verlaten vlakte, afgewisseld met waterrijke gebieden, graslanden en zand. Er leefde een kluizenaar en het Sint-Jansgasthuis begroef er in de dertiende eeuw de doden voor wie op de eigen kleine begraafplaats geen plaats overbleef. De bouw van de Onze-Lieve-Vrouwekapel in 1304 door de schutters was het sein voor de omvorming van deze woestenij. Er trokken vromen en pelgrims heen om een wonderbaarlijk beeldje te vereren, door een vrouw in 1348 uit een kerk in Antwerpen ontvreemd en naar Brussel gebracht. Huizen stonden opgesteld in de onmiddellijke nabijheid van de kapel en rond de poel in het midden van de Grote Zavel.
In de vijftiende eeuw werd de wijk aanzienlijk uitgebreid. De Onze-Lieve-Vrouwekapel werd in een fraaie stijl opnieuw opgebouwd. In 1470 gaf hertog Karel de Stoute de Rekenkamer de opdracht een straat aan te leggen tussen zijn Paleis op de Koudenberg en de kerk. Bij de doop van prinses Maria volgde de stoet in 1505 niet langer het aloude traject naar de Sint-Goedelekerk, maar die naar de Onze-Lieve-Vrouw-ter-Zavel. Margaretha van Oostenrijk beoefende er haar devotionele bezigheden. In 1530 riep zij de grote julioptocht in ‘t leven. Deze blijken van vorstelijke gunst stonden garant voor de blijvende voorspoed van de Zavelwijk en de eraan grenzende Wolweide (de huidige Wolstraat), die zich uitstrekte tot aan de helling van de Galgenberg, waar veel later het huidige Paleis van Justitie werd opgetrokken.
In de zestiende eeuw vestigden zich enkele der meest vooraanstaande edellieden bovenaan de Zavel en in de Wolstraat: de Egmonts, Culemborgs, Brederodes en Mansfelds. De Lannoys, De Lalaing, Thurn und Taxis, en de Solres volgden hen na, zodat de Zavelwijk in de zeventiende eeuw tot de meest aristocratische en welvarendste van de stad was uitgegroeid. Feesten en optochten volgden elkaar op. Isabella van Spanje schoot er in 1615 de hoofdvogel en werd zo koningin van het gilde van de kruisboogschutters. Aartshertog Leopold Willem van Oostenrijk werd er toegejuicht en op zijn beurt uitgeroepen tot schutterskoning. Diens hofschilder, David Teniers de Jonge, schilderde naar aanleiding van deze gedenkwaardige gebeurtenis in 1652 een van zijn beste werken. Antoon Sallaert schilderde de kleurrijke optochten die rond het gebedshuis plaatshadden, terwijl een onbekende graficus zes prenten etste ter herdenking van de belangrijke feesten naar aanleiding van de inname van Boeda, die de prins van Thurn und Taxis in 1686 in zijn stadspaleis aan de Zavel had gehouden.

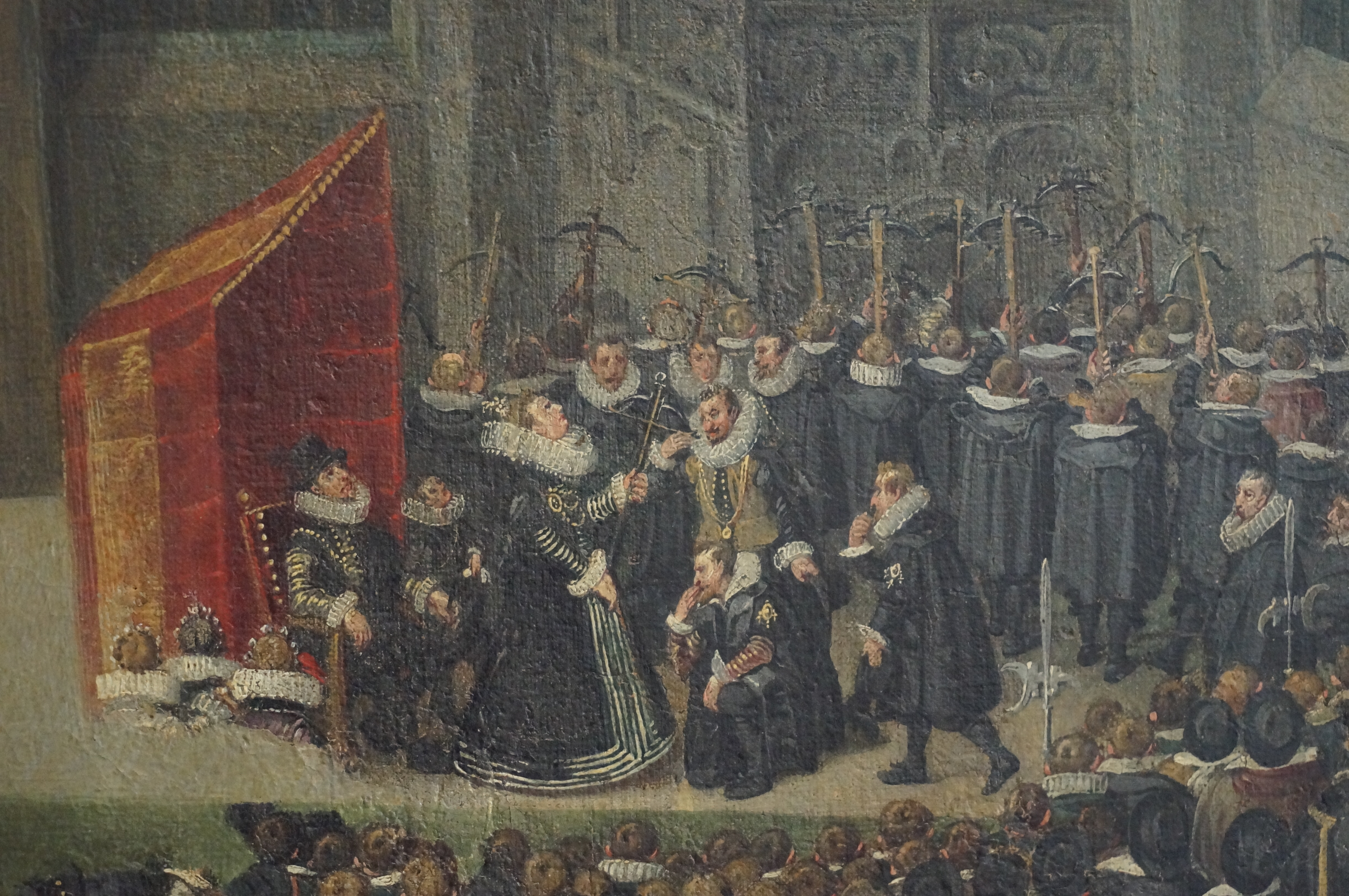
Aartshertogin Isabella op kruisboogtoernooi bij de Zavelkerk te Brussel(detail)

De meeste van deze fraaie huizen zijn verdwenen. Het Hôtel Thurn und Taxis bestaat niet meer. Dat van de Bournonville geraakte opgedeeld. Ook de ruime woningen aan de Grote Zavel werden opgedeeld, omgebouwd of verminkt. Het paleis van Arenberg of Egmont, op de top van de Kleine Zavel, en een aantal hôtels in de Wolstraat, zijn de laatste getuigen van de pracht en praal van weleer.
Terwijl de adel van de Spaanse Nederlanden de omgeving van de Zavelkerk opzocht, bouwden de lagere standen hun bescheiden woningen naast de kerk zelf, in de richting van de Kleine Zavel en de Bodenbroek. Op dezelfde kant stond de Reusenschuere, waar de reuzen van de Ommegang na elke optocht werden opgeborgen. In de buurt van het portaal had een kluizenaarswoning gestaan, ooit in de Zavelvlakte opgericht door een eenling. In 1605 kreeg Margaretha Gramaye, zus van de geschiedkundige, de toestemming op de begraafplaats, naar het zuiden, weer een kluis te bouwen, teneinde "een venster te hebben dat op de kerk uitkijkt en de devotie vergemakkelijkt." Twee andere kluizenaars sloten zich bij haar aan. Alle drie leefden ze van aalmoezen. Toen de laatste heremiet van deze stichting in 1756 overleed, liet de aartsbisschop niemand meer toe. De Magistraat liet vervolgens de oude kluizenaarswoning afbreken.
De aanleg van de Regentschapsstraat, eerst van het Koningsplein tot aan de kerk in 1827 en dan van de kerk naar het Paleis van Justitie in 1872, veranderde het uiterlijk van de Kleine Zavel en resulteerde in de verdwijning van de huizen die de rechterzijbeuk van de kerk aan het gezicht onttrokken. Het grote portaal werd in 1878 vrijgemaakt.
In 2025 werden bij werken aan de Regentschapsstraat 30 middeleeuwse geraamtes gevonden.

## Kleine Zavel

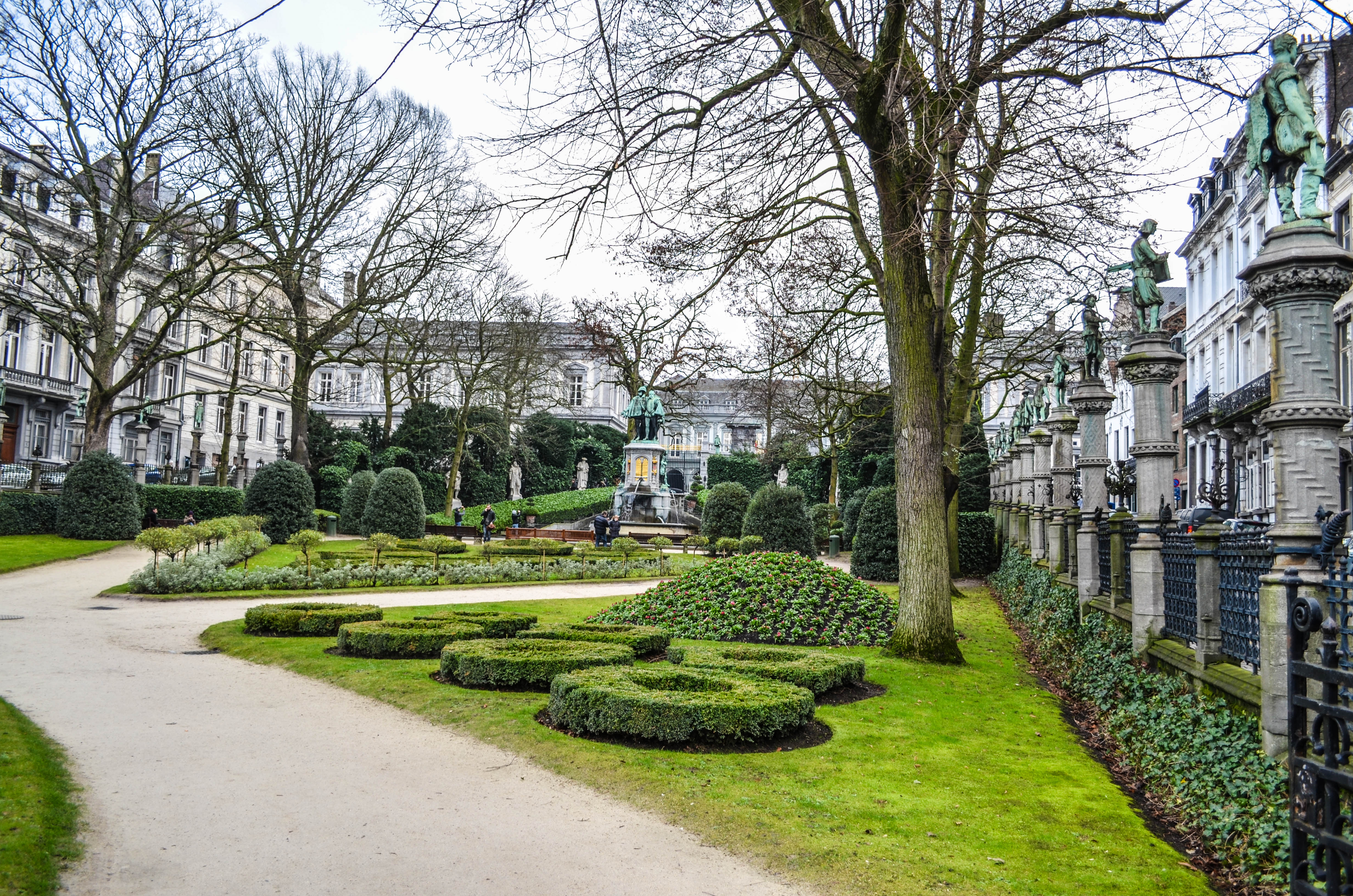
Kleine Zavel, Brussel

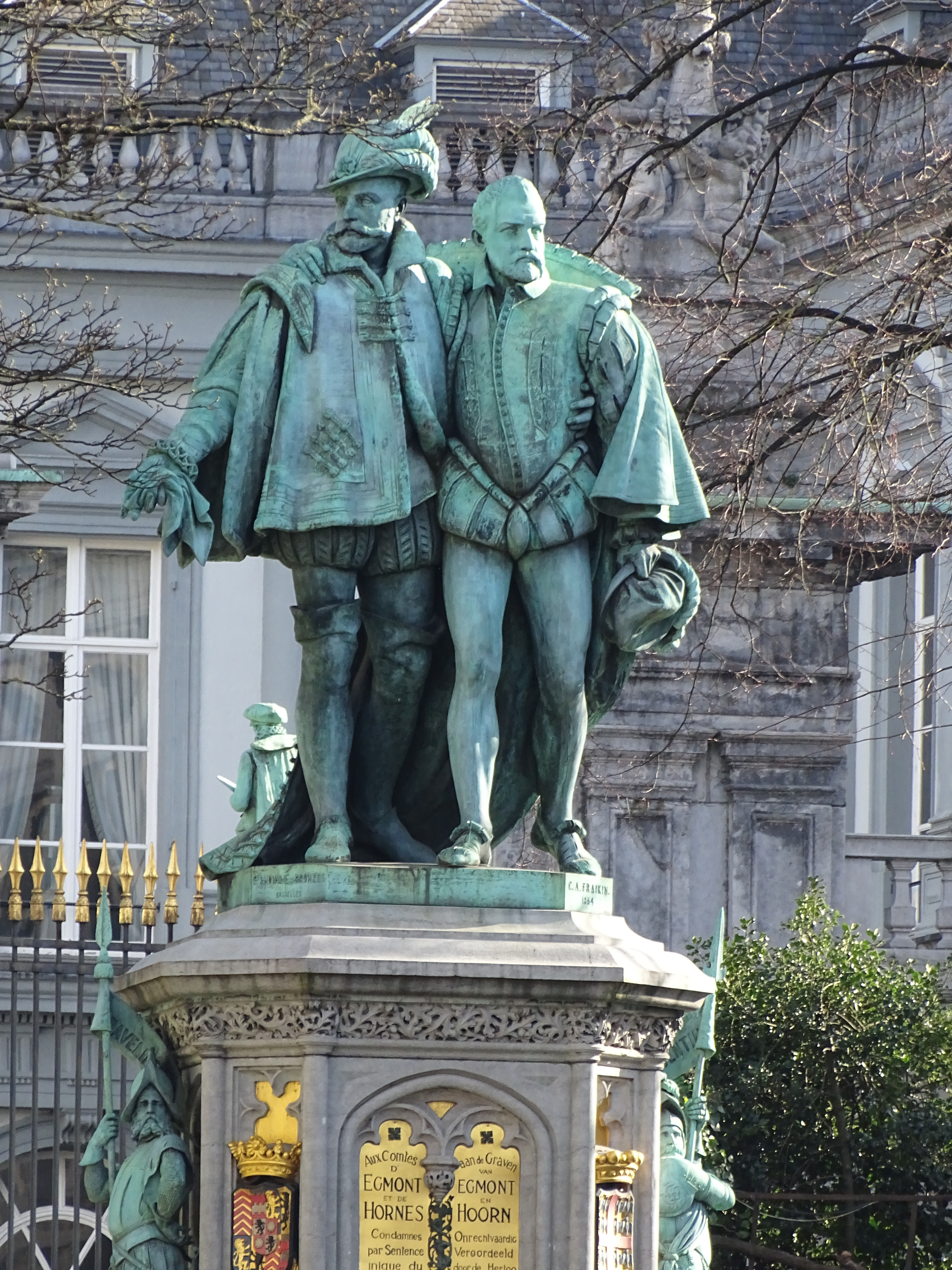
Standbeeld van Egmont en Horne, Kleine Zavel

Op het hoogste punt van de Zavel dat zich uitstrekt tot aan het Paleis van Egmont legde men het parkje de Kleine Zavel aan. Het parkje naar een ontwerp van architect Hendrik Beyaert werd in 1890 opengesteld. Centraal staan de standbeelden van de graven Egmont en Horne. Achteraan het parkje stelde men tien levensgrote arduinen beelden op rondom het centraal geplaatste standbeeld van de graven Egmont en Horne. Deze beelden verwijzen naar belangrijke historische figuren van die tijd. Rondom het parkje ontwierpen negentiende-eeuwse beeldhouwers 48 beelden in brons op een  hardstenen sokkel voorstellende 48 oude ambachten. De pilaren waarop de beelden rusten hebben  elk een unieke versiering en zijn onderling verbonden 
door traliewerk met wisselende motieven.

### Standbeeld graven Egmont en Horne
Centraal staan, als symbool van de strijd tegen de Spaanse dwingelandij, op een indrukwekkend voetstuk de beelden van de graven van Egmont en Horne. Deze beeldengroep van Charles-Auguste Fraikin uit 1864 was oorspronkelijk bestemd voor het Broodhuis op de Grote Markt van Brussel, uitgerekend op de plaats waar het schavot had gestaan waarop de afgebeelde graven zijn terechtgesteld. In 1879 werd het monument verplaatst tot voor het voormalige stadspaleis van de graaf van Egmont (Egmontpaleis), in die tijd bezit van de hertog van Arenberg.

De kunstenaar heeft beide graven voorgesteld op het ogenblik waarop zij naar het schavot worden geleid. Egmont, met de hoed op het hoofd en een zakdoek in de hand, vertoont een wilskrachtige uitdrukking. De graaf van Horne houdt zijn fluwelen hoed in de ene hand en legt de andere op de schouder van zijn lotgenoot. Het bijzonder hoge voetstuk in (neo-)gotische stijl, is versierd met de wapenen van de beide Heren. Twee landsknechten flankeren de sokkel. Op een verguld plakkaat staat volgend tweetalig opschrift: Aux comtes d’Egmont et de Hornes, condamnés par sentence inique du duc d’Albe et décapités à Bruxelles le 5 juin 1568 / Aan de graven van Egmont en Hoorn, onrechtvaardig veroordeeld door de hertog van Alva en onthoofd te Brussel de 5 juni 1568. De ontwerpstudie voor het standbeeld (op 3/4 grootte) staat in de Lakenhal van Herentals .

### Beelden in het park rondom het standbeeld van Egmont en Horne
De tien levensgrote arduinen beelden achter in het plantsoen opgesteld rondom het centraal geplaatste standbeeld van de graven Egmont en Horne, zijn een eerbetoon aan de zestiende-eeuwse Nederlanden; die rampzalige maar ook zegerijke tijd in de vaderlandse geschiedenis van België. Een keur aan krachtige en begaafde mannen brak de banden die de menselijke geest nog met de Middeleeuwen verbonden en werkte aan een godsdienstige en wetenschappelijke bevrijding. Aan hen is het te danken dat de Nederlanden een vooraanstaande plaats tussen de Europese naties zijn gaan innemen. De tien standbeelden stellen mannen voor wier politieke bedrijvigheid en begaafdheid tot de roem van de zestiende-eeuwse Nederlanden hebben bijgedragen. De beelden werden op 20 juli 1890 onthuld.

### Bronzen beelden op sokkel rondom het parkje

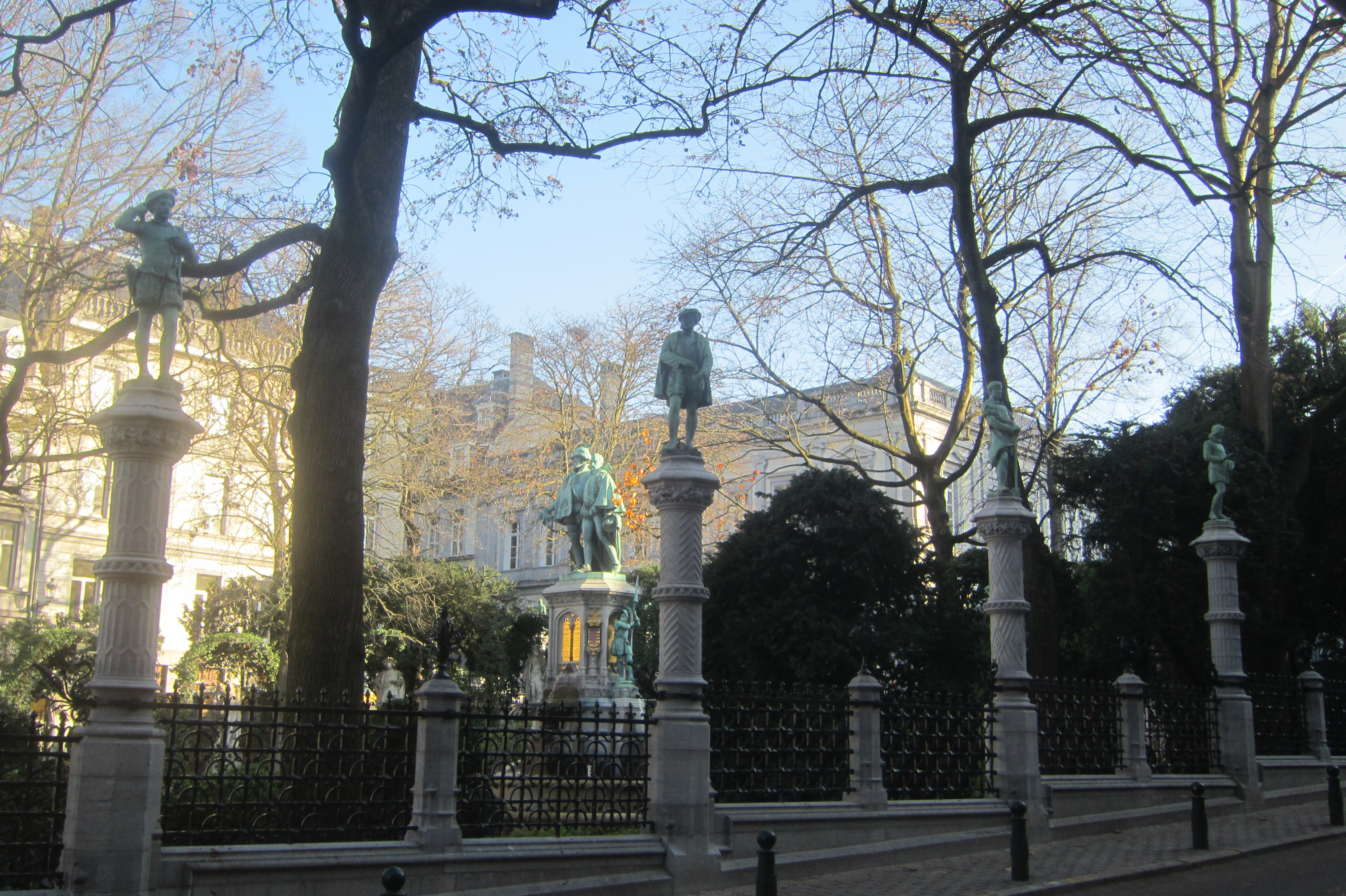
Kleine Zavel met bronzen beelden voorstellende de 48 ambachten

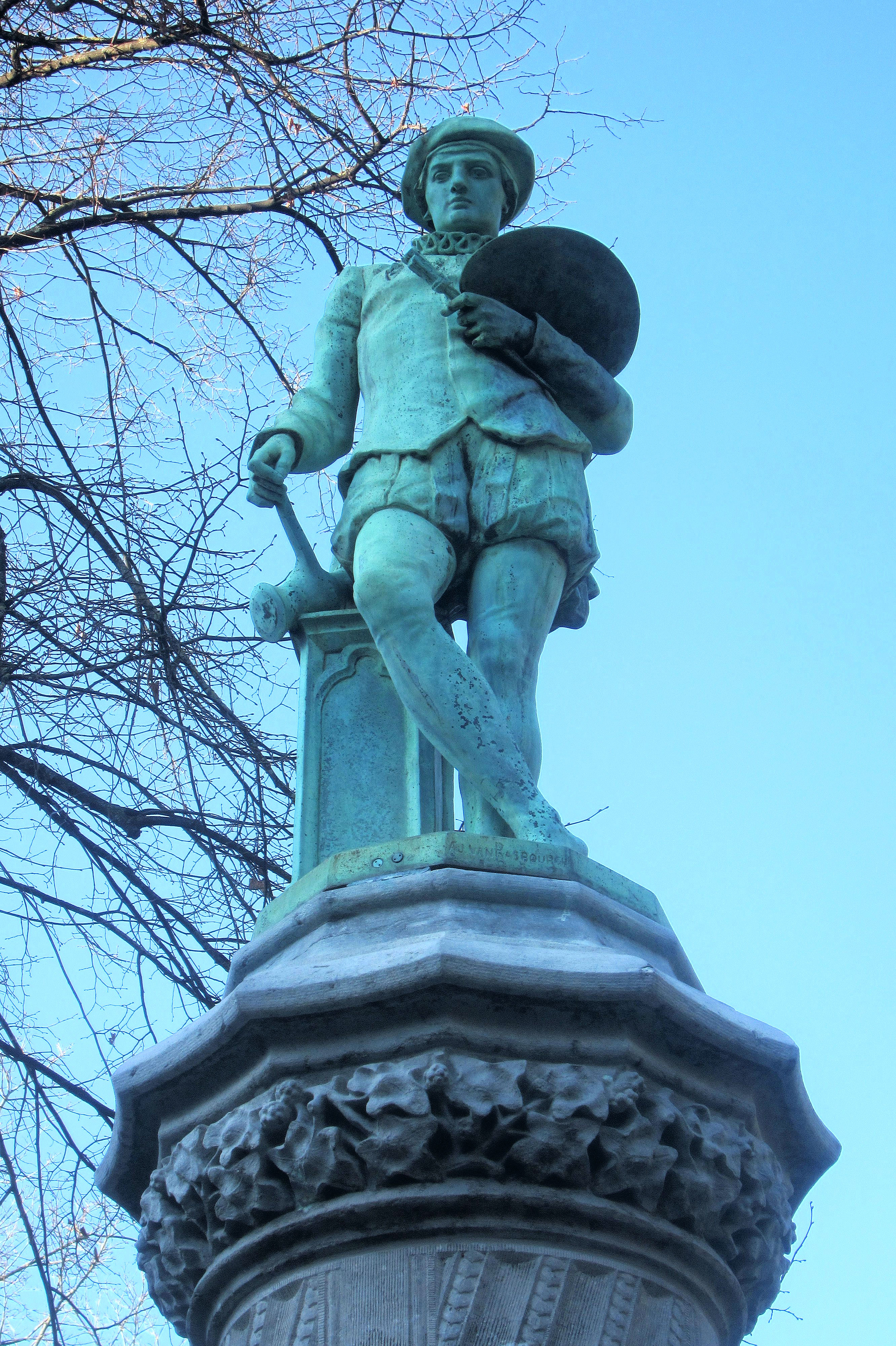
Kleine Zavel met bronzen beeld op sokkel voorstellende de Schilders, Goudslagers en Glazeniers, door Antoine-Joseph Van Rasbourgh met als kenmerk palet en kwast

Het plantsoen is omgeven door een fraai uitgewerkte smeedijzeren afsluiting. Op regelmatige afstanden wordt die onderbroken door (neo-)gotische zuiltjes, die elk verschillen en elegante bronzen beeldjes dragen die de Brusselse ambachten voorstellen. Deze afsluiting is een nabootsing van die van de hand van de laat-vijftiende-eeuwse beeldhouwer Jan Borreman om het Baliënplein (ongeveer waar thans het Koningsplein is) van het oude hertogelijke Paleis op de Koudenberg.

## Grote Zavel
Aan de andere kant van de kerk vormt de Grote Zavel een driehoekig plein tot aan de Rollebeekstraat en de oude ringmuur. Hier zijn veel antiekwinkels, couturierzaken, restaurants en chocolatiers. In het weekeinde is er op dit plein een antiekmarkt.

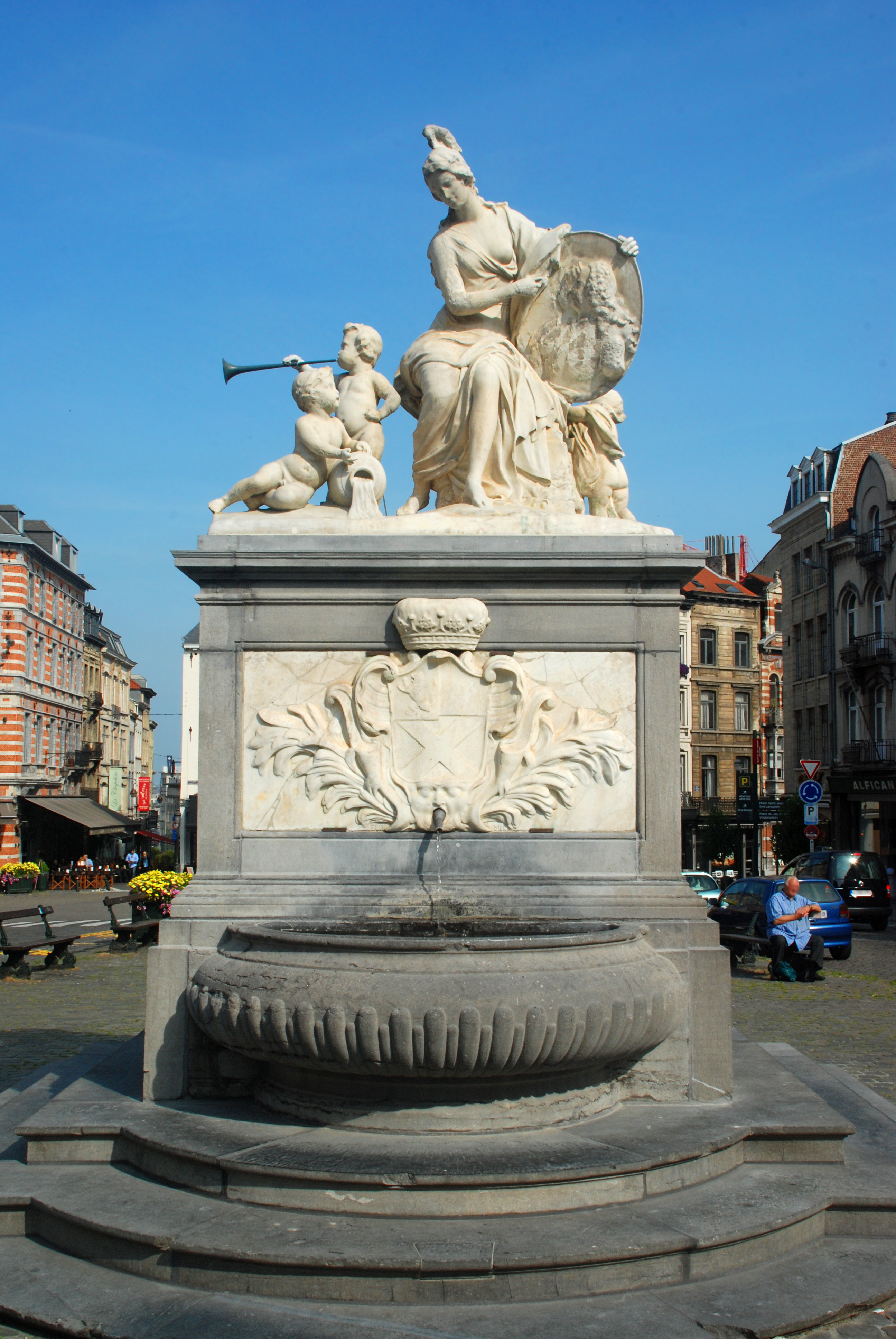
De Minervafontein

Midden het plein, op de plaats waar zich ooit de Zavelpoel bevond, staat de Minervafontein uit 1751. Ze werd bij testament geschonken door Thomas Bruce, 2nd Earl of Ailesbury, als blijk van erkentelijkheid voor de gastvrijheid die hij in zijn Brusselse ballingschap had genoten. De witmarmeren beeldengroep van Jacques Bergé geeft de godin Minerva weer, die een medaillon draagt met het portret van keizer Frans I Stefan en keizerin Maria Theresia.